# Praha-Ruzyně
Praha-Ruzyně egy csehországi vasútállomás, Prágában.

## Megközelítés helyi közlekedéssel
- Busz:  108, 142, 168
- Vonat:   S5

## Vasútvonalak
Az állomást az alábbi vasútvonalak érintik:
- Prága–Rakovník-vasútvonal

## Szomszédos állomások
A vasútállomáshoz az alábbi állomások vannak a legközelebb:
- Praha-Veleslavín
- Hostivice